# Waki Azumi
Waki Azumi (和氣 あず未 (Hòa Khí Hạnh Vị) sinh ngày 8 tháng 9 năm 1994) là một nữ diễn viên lồng tiếng và ca sĩ người Nhật đến từ Tokyo, Nhật Bản. Cô được đại diện bởi công ty quản lý tài năng Haikyō. Khởi đầu sự nghiệp vào năm 2015, cô lồng giọng nhân vật Sanae Katagiri trong trò chơi điện tử The Idolmaster Cinderella Girls, tiếp đến là những vai nổi bật như Galko trong Oshiete! Galko-chan, Sakuranomiya Maika trong Blend S và Special Week trong Uma Musume Pretty Derby. Năm 2020, cô ra mắt vai trò ca sĩ đơn dưới hãng thu âm Nippon Columbia.

## Tiểu sử và sự nghiệp
Waki sinh ra trong một gia đình gồm ba người anh chị lớn tại Tokyo, Nhật Bản. Dù có niềm đam mê với anime từ nhỏ, cô lại mong ước trở thành một tiếp viên hàng không. Cô tiếp tục theo đuổi nguyện vọng này sau khi vào trung học cơ sở, nhưng sau đó từ bỏ vì cô cảm thấy rằng khả năng tiếng Anh của mình không tốt. Vào năm 13 tuổi, cô quyết định theo đuổi sự nghiệp lồng tiếng.
Waki đăng ký vào Tokyo Anime Voice Acting College (tạm dịch: Trường Cao đẳng Lồng tiếng Anime Tokyo) sau năm ba trung học, cô cũng làm trợ lý radio trong thời gian tại đây. Sau khi tốt nghiệp, cô ký hợp đồng với Haikyō. Vai lồng giọng đầu tiên của cô là nhân vật Katagiri Sanae trong trò chơi điện tử The Idolmaster Cinderella Girls. Kế tiếp là vai Highuchi Eri trong anime Ani Tore! EX.
Năm 2016, Waki vào vai Galko trong Oshiete! Galko-chan. Cô cùng bạn diễn thực hiện ca khúc mở đầu "YPMA Girls".
Năm 2017, cô lồng giọng vai Sakuranomiya Maika, nhân vật chính trong Blend S; ca khúc mở đầu của anime Bonapetīto♡Esu và ca khúc kết thúc Detarame na Mainasu to Purasu ni Okeru Burendo Kō được cô và hai bạn diễn Kitō Akari, Haruno Anzu thực hiện dưới cái tên Blend A.
Năm 2018, cô lồng giọng Special Week trong anime Uma Musume Pretty Derby. Cùng năm, cô vào vai Galleu Rem trong Isekai Maō to Shōkan Shōjo no Dorei Majutsu, tiếp đó là Elly trong Tonari no Kyūketsuki-san.
Năm 2019, cô lồng tiếng cho nhân vật Horie Ao trong Midara na Ao-chan wa Benkyō ga Dekinai. Cô cũng lồng giọng nhân vật Senko trong Sewayaki Kitsune no Senko-san, và Kujō Shion trong Sōnan desu ka?.
Năm 2020, Waki ra mắt vai trò ca sĩ solo dưới hãng thu âm Nippon Columbia.

## Vai lồng tiếng

### Anime truyền hình
| Năm  | Tên                                                                              | Vai lồng tiếng          |
| ---- | -------------------------------------------------------------------------------- | ----------------------- |
| 2015 | The Idolmaster Cinderella Girls                                                  | Sanae Satagiri          |
| 2015 | Mahō Shōjo Ririkaru Nanoha Vividdo                                               | Luca                    |
| 2015 | Anitore! EX                                                                      | Highuchi Eri            |
| 2016 | Oshiete! Galko-chan                                                              | Galko                   |
| 2016 | BBK/BRNK                                                                         | Domina Dorsey           |
| 2017 | Blend S                                                                          | Sakuranomiya Maika      |
| 2017 | KiraKira☆Pretty Cure A La Mode                                                   | Cook                    |
| 2018 | Toji No Miko                                                                     | Yanase Mai              |
| 2018 | Uma Musume Pretty Derby                                                          | Special Week            |
| 2018 | Isekai Maō to Shōkan Shōjo no Dorei Majutsu                                      | Galleu Rem              |
| 2018 | Tonari no Kyūketsuki-san                                                         | Erie                    |
| 2019 | Mini Toji                                                                        | Yanase Mai              |
| 2019 | Midara na Ao-chan wa Benkyō ga Dekinai                                           | Horie Ao                |
| 2019 | Sewayaki Kitsune no Senko-san                                                    | Senko                   |
| 2019 | Sōnan desu ka?                                                                   | Kujō Shion              |
| 2019 | Watashi, Nouryoku wa Heikinchi de tte Itta yo ne!                                | Adele von Ascham / Mile |
| 2019 | Assassin's Pride                                                                 | Salacha Schicksal       |
| 2020 | Otome Gēmu no Hametsu Furagu Shika Nai Akuyaku Reijō ni Tensei Shiteshimatta...  | Anne Shelley            |
| 2020 | Shachō, Batoru no Jikan Desu!                                                    | Akari                   |
| 2020 | 100-man no Inochi no Ue ni Ore wa Tatte                                          | Hakozaki IruKusue       |
| 2020 | Kakushigoto                                                                      | Kitsuchi Riko           |
| 2020 | Kuma Kuma Kuma Bear                                                              | Fina                    |
| 2020 | Kimi to Boku no Saigo no Senjō, Aruiwa Sekai ga Hajimaru Seisen                  | Sisbell Lou Nebulis IX  |
| 2021 | Uma Musume Pretty Derby (mùa 2)                                                  | Special Week            |
| 2021 | Ex-ARM                                                                           | Elmira                  |
| 2021 | Sayonara Watashi no Kuramā                                                       | Kishi Ayumi             |
| 2021 | Isekai Maō to Shōkan Shōjo no Dorei Majutsu Ω                                    | Rem Galleu              |
| 2021 | Suraimu taoshite sanbyaku nen, shiranai uchi ni Level MAX ni nattemashita        | Flatorte                |
| 2021 | Tokyo Revengers                                                                  | Tachibana Hinata        |
| 2021 | Kanojo mo Kanojo                                                                 | Minase Nagisa           |
| 2021 | Otome game no hametsu flag shika nai akuyaku reijō ni tensei shite shimatta... X | Anne Shelley            |
| 2021 | Shiroi Suna no Aquatope                                                          | Teruya Tsukimi          |
| 2021 | 100-man no inochi no ue ni ore wa tatte (mùa 2)                                  | Hakozaki Kusue          |
| 2021 | 180-byō de kimi no mimi o shiawase ni dekiru ka?                                 | Sawake Hikari           |
| 2021 | Muv-Luv Alternative                                                              | Kazama Tōko             |
| 2022 | Do It Yourself!!                                                                 | Takumi                  |
| 2022 | Dolls' Frontline                                                                 | AUG (tập 8)             |
| 2022 | Hanabi-chan wa Okuregachi                                                        | Ariake Hanabi Hana      |
| 2022 | Orient                                                                           | Inusaka Nanao           |
| 2022 | Prima Doll                                                                       | Haizakura               |
| 2022 | Tensei Kenja no Isekai Life                                                      | Dryad                   |
| 2022 | Yofukashi no Uta                                                                 | Suzushiro Hatsuka       |
| 2022 | Yūsha Party o Tsuihou Sareta Beast Tamer, Saikyō Shuzoku Nekomimi Shōjo to Deau  | Kanade                  |
| 2023 | Shangri-La Frontier                                                              | Saiga 0/Saiga Rei       |
| 2023 | Saikyō Onmyōji no Isekai Tenseiki                                                | Efa                     |
| 2023 | Kuma Kuma Kuma Bear Punch!                                                       | Fina                    |
| 2023 | Hyouken no Majutsushi ga Sekai wo Suberu                                         | Rebecca Bradley         |
| 2023 | Megami no Cafe Terrace                                                           | Ono Shiragiku           |
| 2023 | Isekai One Turn Kill Nee-san                                                     | Sophie                  |
| 2023 | Hametsu no Ōkoku                                                                 | Doroka                  |
| 2023 | Tokyo Revengers: Seiya Kessen-hen                                                | Tachibana Hinata        |

### Anime chiếu rạp
- Kakushigoto: Himegoto wa nan desu ka? (2021) – Kitsuchi Riko
- Chikyūgai Shōnen Shōjo (2022) – Nanase Б Konoha[35]

### ONA
- Null & Peta (2019) – Null[36]
- Oshiete Hokusai!: The Animation (2021) – Tenkorin Okakura[37]

### Trò chơi điện tử
| Năm  | Tên                                 | Vai lồng tiếng                     |
| ---- | ----------------------------------- | ---------------------------------- |
| 2015 | The Idolmaster Cinderella Girls     | Katagiri Sanae                     |
| 2016 | Shikigami Monogatari                | Tsukito                            |
| 2016 | 8 beat Story                        | Hoshimiya Yukina                   |
| 2017 | Kirara Fantasia                     | Clea, Sakuranomiya Maika           |
| 2017 | Fire Emblem Heroes                  | Peony                              |
| 2017 | Dead or Alive Xtreme Venus Vacation | Sayuri                             |
| 2017 | Azur Lane                           | Suzuya, Kumano                     |
| 2018 | Magia Record                        | Seika Kumi                         |
| 2018 | Girls' Frontline                    | AK-12                              |
| 2019 | Astral Chain                        | Olive                              |
| 2019 | Revue Starlight: Re LIVE            | Otonashi Ichie                     |
| 2019 | Ash Arms                            | M7 Priest, M18 Hellcat             |
| 2021 | Uma Musume Pretty Derby             | Special Week                       |
| 2021 | Project MIKHAIL                     | Kazama Touko                       |
| 2021 | Alchemy Stars                       | Clover, Pepi, Philyshy             |
| 2021 | Fate Grand Order                    | Baobhan Sith/Faerie Knight Tristan |

## Danh sách đĩa nhạc

### Album phòng thu
1. "Chō Kakumei-teki Koisuru Nichijō" (超革命的恋する日常?)

- Phát hành: 17 tháng 2 năm 2021

### Đĩa đơn
- "Fuwatto" (ふわっと?) / "Citrus" (シトラス?)
  - Phát hành: 29 tháng 1 năm 2020[41]
- "Hurry Love" / "Koi to Yobu ni wa" (恋と呼ぶには?)
  - Phát hành: 10 tháng 6 năm 2020[42]
- "Itsuka no Kioku" (イツカノキオク?) / "Tо̄mei no Pedal" (透明のペダル?)
  - Phát hành: 7 tháng 10 năm 2020[43]
- "Viewtiful Days!" / "Kioku ni Koi wo Shita" (記憶に恋をした?)
  - Phát hành: 16 tháng 6 năm 2021[44]